# Século XXIX a.C.
Milênio:  Quarto Milênio a.C. - Terceiro Milênio a.C. - Segundo Milênio a.C.
Século: Século XXX a.C. - Século XXIX a.C. - Século XXVIII a.C.
Segundo século do Terceiro Milênio a.C., começou com o ano de 2900 a.C. e terminou com o ano de 2801 a.C.

## Eventos
- c. 2900 a.C. - 2400 a.C. - Pictogramas sumérios evoluem para fonogramas.
- c. 2900 a.C. - 2334 a.C. - Guerras na Mesopotâmia pré-dinástica.
- c. 2900 a.C. - 2600 a.C. - Estatuas Votiva feitas em Eshnunna ( atualTell Ashmar, Iraque ).
- c. 2897 a.C. - Hùng Vương estabelece a Dinastia Hồng Bàng no Vietnã ( conhecido como Văn Lang ).
- c. 2890 a.C. - Faraó Bienequés morre. Fim da Primeira Dinastia e inicio da Segunda Dinastia. Faraó Boco começa a governar.
- c. 2880 a.C. - Germinação estimada de Prometeu, um pinheiro Pinus longaeva (Prometeu aqui é um fitônimo, ou seja o nome dado a um vegetal específico, não é um nome de uma pessoa).
- c. 2874 a.C. - O ano de 365 dias é estabelecido no Antigo Egito, com meses lunares de 30 dias.
- c. 2852 a.C. - Começa o período dos Três Augustos e os Cinco Imperadores na China.
- c. 2832 a.C. - Germinação estimada de Matusalém, o mais velho organismo vivo conhecido (Matusalém aqui é um fitônimo, ou seja o nome dado a um vegetal específico, não é um nome de uma pessoa).
- c. 2807 a.C. -  Data sugerida do impacto de um asteroide ou cometa entre a África e a Antártica, na época de um eclipse solar em 10 de maio, com base em uma análise de histórias de dilúvios. Possivelmente causando a cratera Burckle e Fenambosy Chevron abaixo do Oceano Índico[1][2]
- Ur se torna uma das cidades mais ricas da Suméria.

## Pessoas importantes
- Fu Xi, lendário administrador da China.

1. ↑  «Cambridge Conference Correspondence». Cópia arquivada em 1 de setembro de 2006
2. ↑  «Ancient Crash, Epic Wave». The New York Times. 14 de novembro de 2006